# Live at the Regal
Live at the Regal – wydany w 1965 roku koncertowy album bluesowego muzyka B. B. Kinga. Nagrany został 21 listopada 1964 roku w Regal Theater w Chicago.
W 2003 album został sklasyfikowany na 141. miejscu listy 500 albumów wszech czasów magazynu „Rolling Stone”.

## Spis utworów
| 1.  | "Every Day I Have the Blues" (Memphis Slim)           | 2:38  |
|     |                                                       |       |
| 2.  | "Sweet Little Angel" (Riley King, Jules Taub)         | 4:12  |
|     |                                                       |       |
| 3.  | "It's My Own Fault" (King, Taub)                      | 3:29  |
|     |                                                       |       |
| 4.  | "How Blue Can You Get?" (Feather)                     | 3:44  |
|     |                                                       |       |
| 5.  | "Please Love Me" (King, Taub)                         | 3:01  |
|     |                                                       |       |
| 6.  | "You Upset Me Baby" (King, Taub)                      | 2:22  |
|     |                                                       |       |
| 7.  | "Worry, Worry" (Davis, Taub)                          | 6:24  |
|     |                                                       |       |
| 8.  | "Woke Up This Morning (My Baby's Gone)" (King, Taub)  | 1:45  |
|     |                                                       |       |
| 9.  | "You Done Lost Your Good Thing Now" (Joe Josea, King) | 4:16  |
|     |                                                       |       |
| 10. | "Help the Poor" (Singleton)                           | 2:58  |
|     |                                                       |       |
|     |                                                       | 34:49 |
|     |                                                       |       |